# Đường cao tốc A1 (Ba Lan)

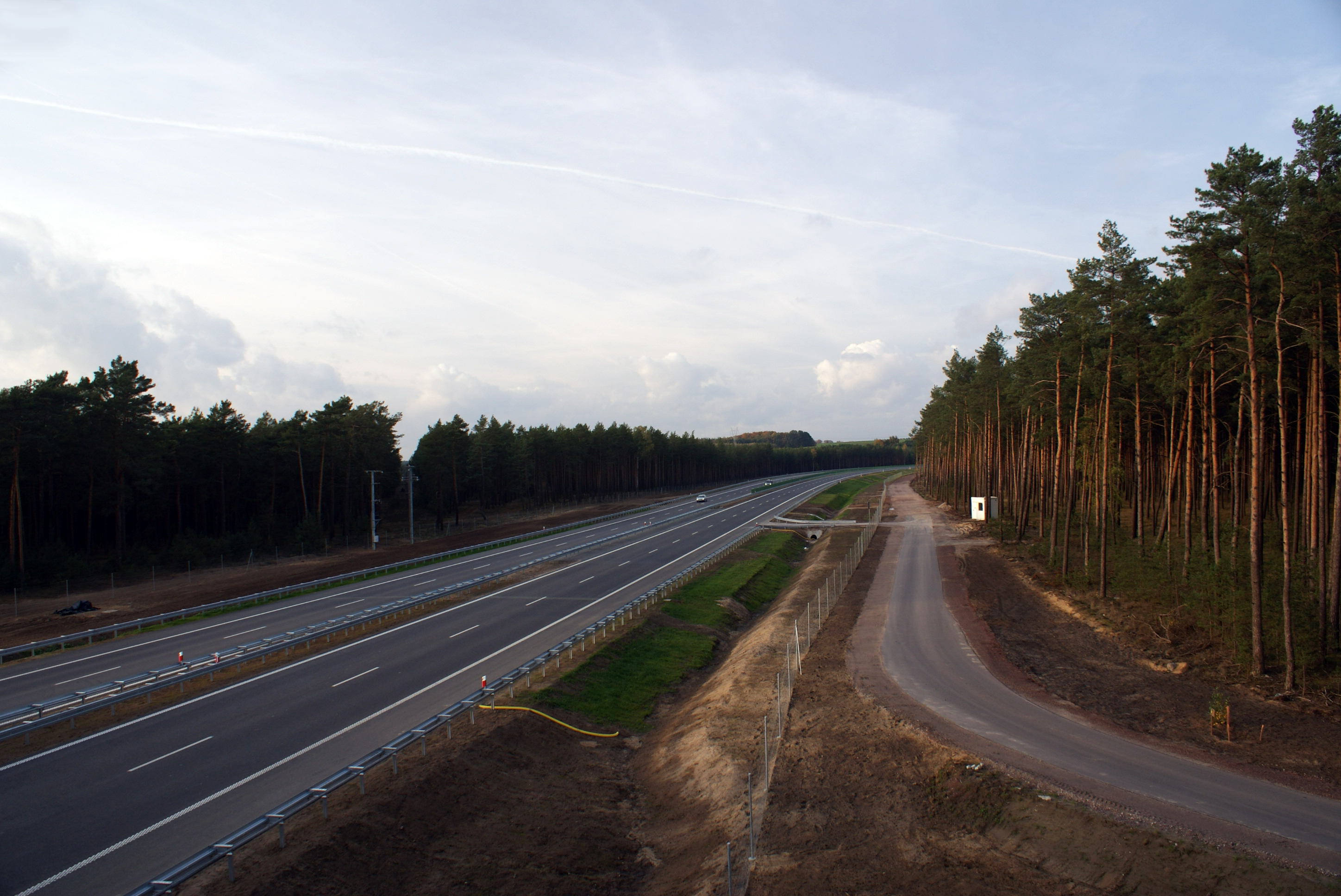
A1 gần Grudziądz, phần phía bắc (Gdańsk - Grudziądz).

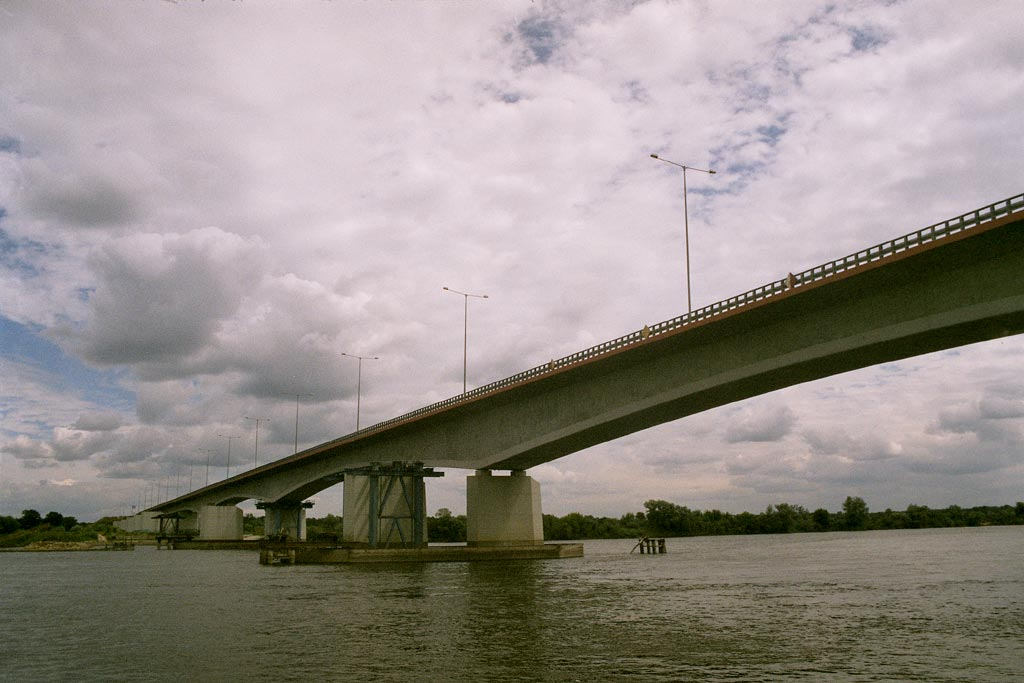
Bức ảnh năm 2005 về cây cầu đã hoàn thành một phần qua sông Vistula ở Toruń - Czerniewice trên đường vòng Torun, chỉ có một đường xe buýt đã hoàn thành và các cột cho kế hoạch thứ hai. Cây cầu đã được mở vào mùa thu năm 2011 và trở thành một phần của A1.

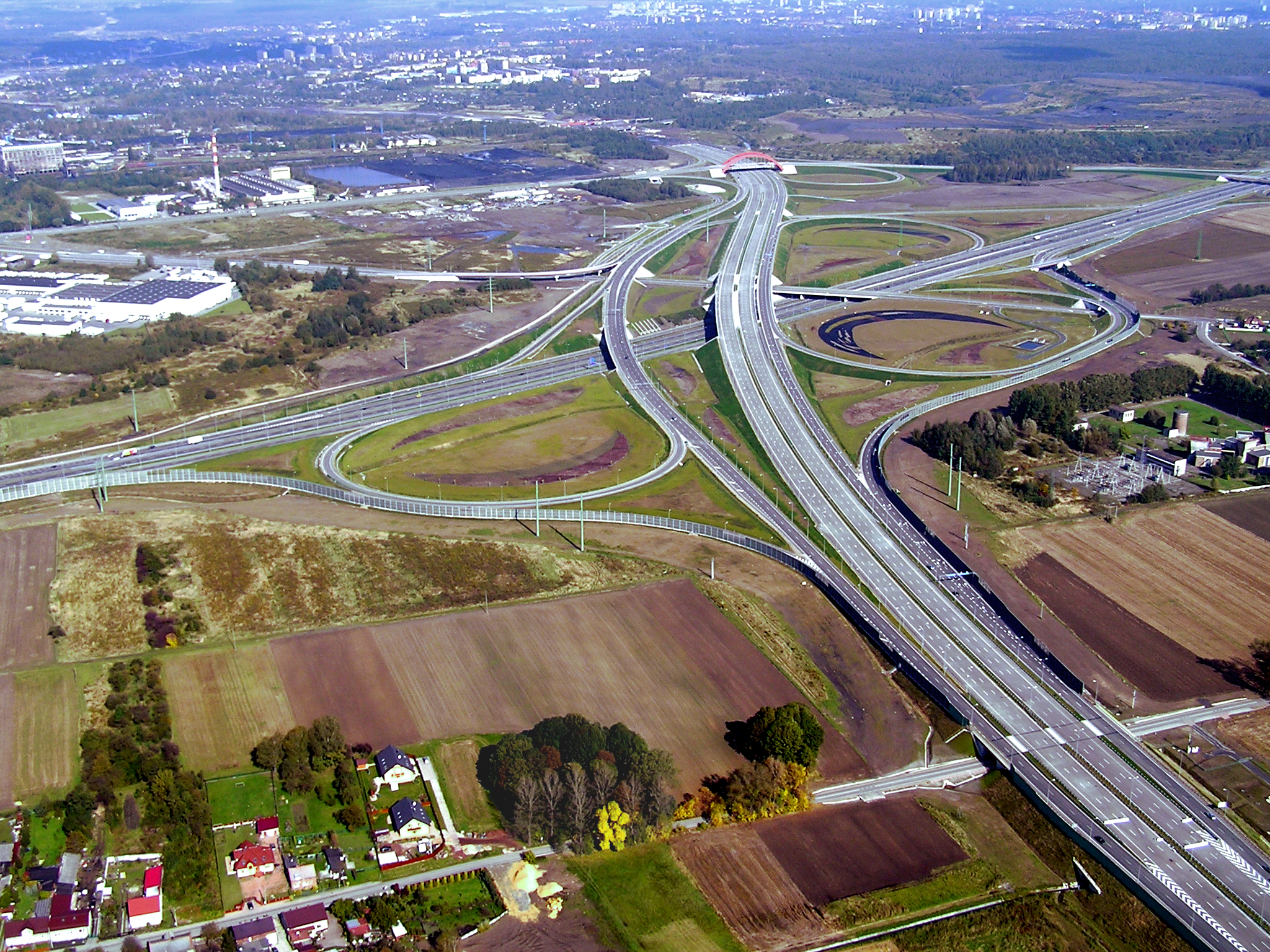
Gliwice-Sosnica A1, A4 và ngã ba đường quốc lộ 44 gần Gliwice, ngã ba đường cao tốc lớn nhất ở Trung Đông Âu, đã khai trương 2009-2010

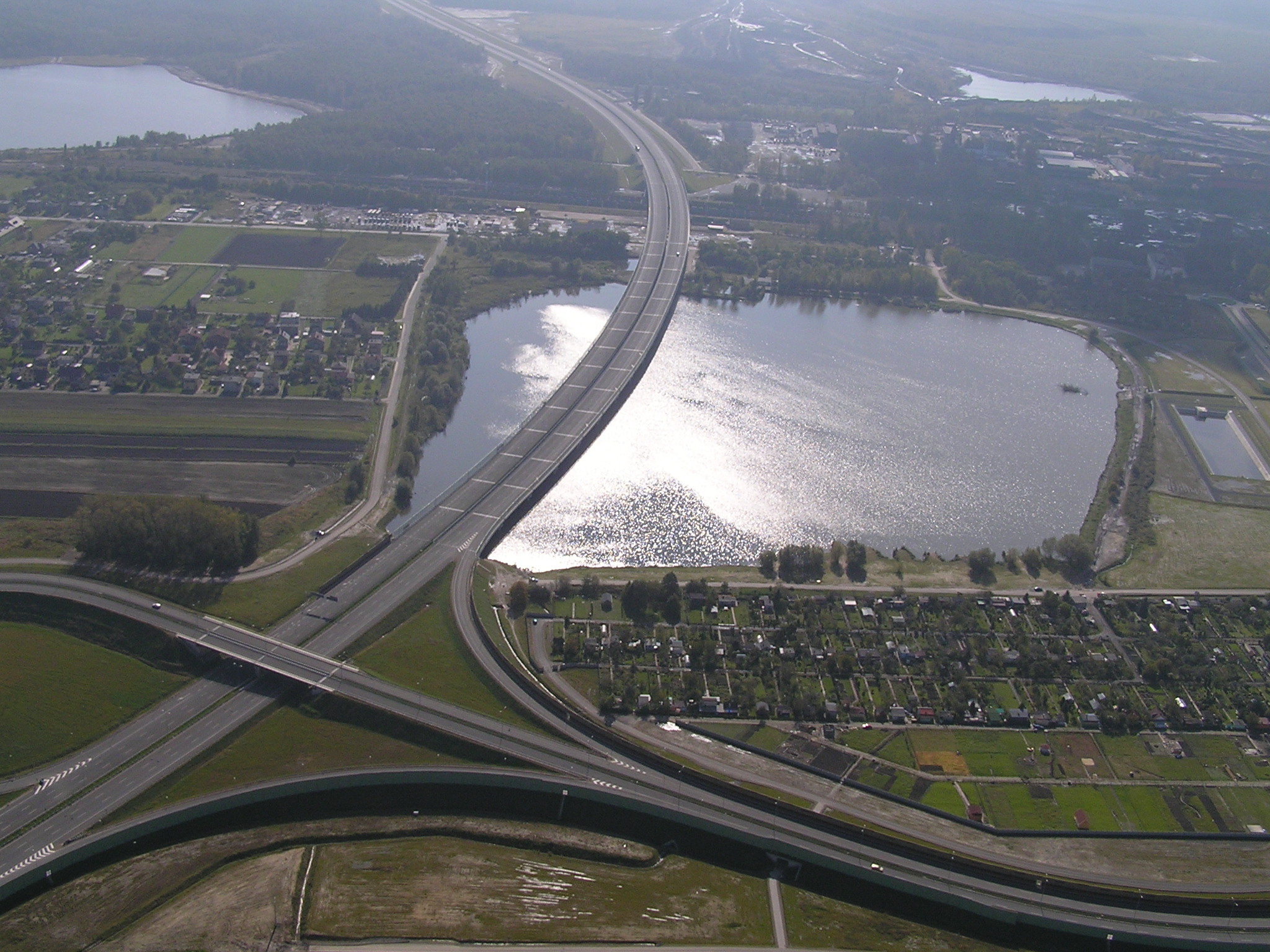
Cây cầu 800 mét ở Knurow gần Gliwice

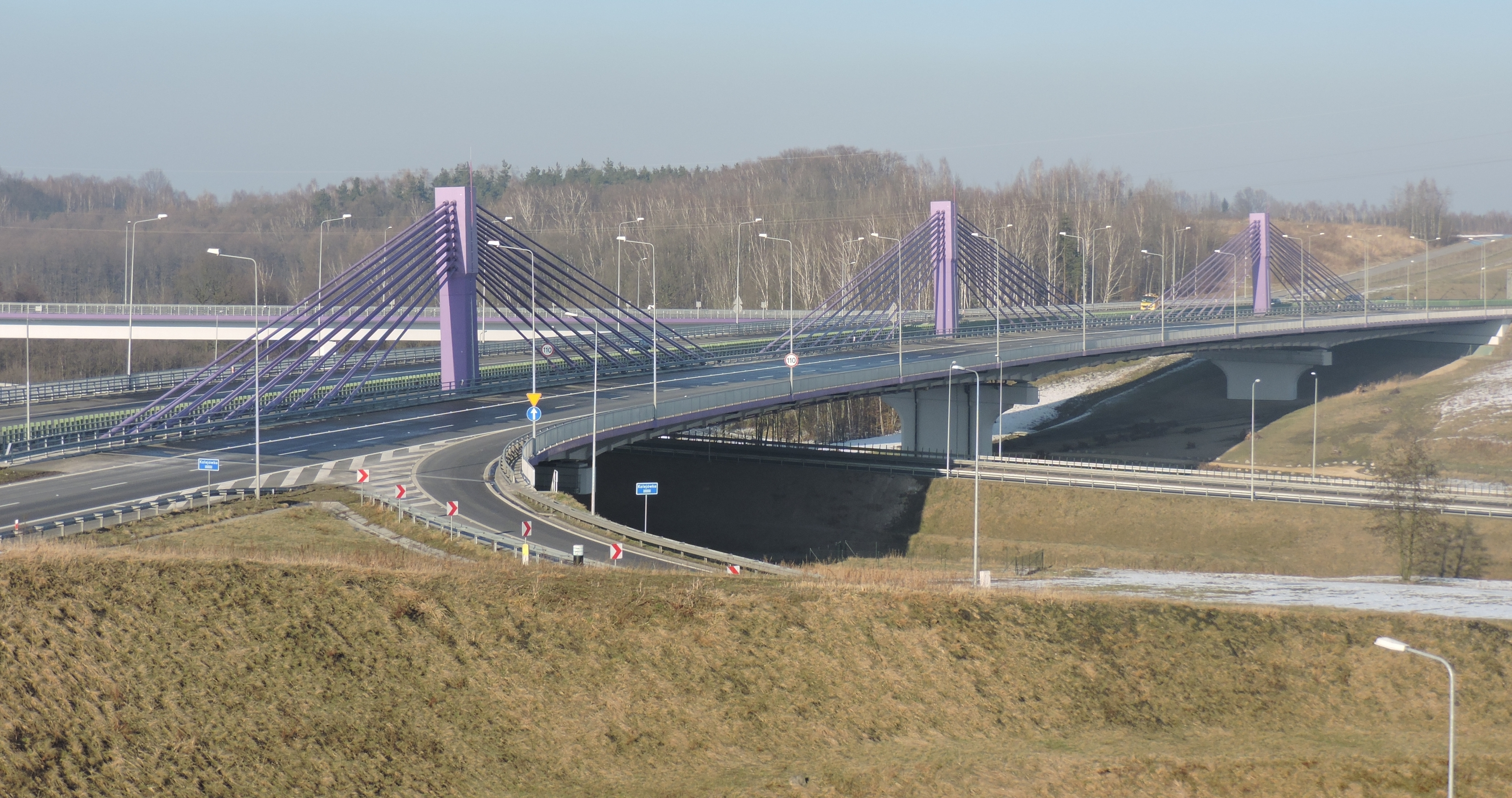
Cây cầu 400 mét ở Mszana gần Wodzisław ląski

Đường cao tốc A1, tên chính thức là Cao tốc Hổ Phách (pol. Autostrada Bursztynowa) ở Ba Lan là  đường cao tốc bắc-nam, một phần được xây dựng, chạy qua trung tâm Ba Lan, từ Gdańsk trên biển Baltic qua Łódź và vùng công nghiệp Upper Silesian (về phía tây của Katowice) đến biên giới Ba Lan - Séc  ở Gorzyczki (Hạt Wodzisław) / Věřňovice (Quận Karviná), nơi nó được kết nối với đường cao tốc D1 của Séc. Đường cao tốc là một phần của tuyến đường châu Âu E75. Tổng chiều dài theo kế hoạch là 565.1 km.

## Lịch sử xây dựng
Việc xây dựng đường cao tốc A1 là một vấn đề chính trị hóa quan trọng ở Ba Lan, vì nó được coi là một con đường kinh tế quan trọng sẽ kết nối các cảng lớn của đất nước trên bờ biển Baltic với cả miền trung và miền nam Ba Lan. Từ năm 1989, nhiều chính phủ và các đảng chính trị đã hỗ trợ xây dựng cấp tốc cho đường cao tốc này mà không có kết quả. Sau nhiều lần trì hoãn, nguyên nhân chủ yếu là do thiếu kinh phí, việc xây dựng được triển khai lại vào năm 2005. Khi Jarosław Kaczyński làm thủ tướng, các tuyên bố từ các quan chức chính phủ cho thấy cam kết chắc chắn về việc đẩy nhanh tiến độ xây dựng, với việc hoàn thành toàn bộ đường cao tốc trong năm 2010. Kế hoạch đó quá lạc quan, nhưng theo kế hoạch hiện tại, phần lớn đường cao tốc sẽ được mở vào năm 2012 (vì vậy, 68% đã hoàn thành vào tháng 12 năm 2012). Tính đến tháng 10 năm 2015, khoảng 395.5 km của đường cao tốc đã được hoàn thành.

## Đoạn đường cao tốc
| Đoạn đường cao tốc                     | Chiều dài | Xây dựng   | chú thích |
| Gdańsk -Grudziądz                      | 90 km     | 2005-2008  | khai trương ngày 17 tháng 10 năm 2008; đường cao tốc thu phí |
| Grudziądz -Toruń                       | 62 km     | 2008-2011  | khai trương ngày 14 tháng 10 năm 2011; đường cao tốc thu phí |
| Toruń -Pikutkowo (Tây Włocławek)       | 45 km     | 2010-2013  | việc xây dựng bị gián đoạn vào tháng 9 năm 2012 do các công ty liên quan đã bị chấm dứt hợp đồng,. [7] [8] (các công ty bị hủy hợp đồng đã kiện chính quyền Ba Lan). Các nhà thầu mới đã được chọn vào tháng 4 năm 2013 và con đường đã mở cho giao thông vào ngày 20 tháng 12 năm 2013. [9] [10] |
| Pikutkowo (Tây Wloclawek) - Kowal      | 19 km     | 2010-2014  | việc xây dựng bị gián đoạn vào tháng 9 năm 2012 do các công ty liên quan đã bị chấm dứt hợp đồng,. [7] [8] (các công ty bị chấm dứt hợp đồng đã kiện chính quyền Ba Lan). Các nhà thầu mới đã được chọn vào tháng 4 năm 2013 và con đường đã mở hoàn toàn cho giao thông vào cuối tháng 4 năm 2014. [9] |
| Kowal -Stryków / ódź                   | 75 km     | 2010-2012  | khai trương ngày 13 tháng 11 năm 2012 |
| Stryków / Łódź -Tuszyn                 | 37,3 km   | 2012 -2016 | Hợp đồng thiết kế xây dựng được ký vào tháng 12 năm 2010, hoàn thành kế hoạch ban đầu trong 32 tháng, [11] sau đó bị trì hoãn đến tháng 6 năm 2014 [12] sau đó các kế hoạch sau đó đã hoàn thành vào mùa hè năm 2015 [13] Tuy nhiên, nhà thầu đã dừng hợp đồng vào tháng 1 năm 2014, do đó, đoạn đường này sẽ bị trì hoãn hơn nữa, vì sẽ phải chọn lại nhà thầu mời. [14] Vào tháng 9 năm 2014, phần đường này đã được chia thành 3 đoạn nhỏ. Các nhà thầu cho 2 trong số các đoạn nhỏ này đã được chỉ định. [15] Khai trương tháng 7 năm 2016 |
| Tuszyn -Piotrków Trybunalski           | 17 km     | 1978 -1989 | Đã xây dựng, được nâng cấp |
| Piotrków Trybunalski -Częstochowa      | 82 km     | ?          | Dự định nâng cấp đường hai chiều hiện có, đường được xây dựng vào những năm 1970 với một số tính năng của một đường cao tốc. Kế hoạc hiện tại của chính phủ là sẽ mở cửa cho giao thông trong khoảng từ năm 2020 đến năm 2022. [16] |
| Rząsawa (Częstochowa) -Blachownia      | 20,3 km   | 2015-2019  | đang được xây dựng, hợp đồng đã ký với Salini vào ngày 12 tháng 10 năm 2015 [17] |
| Blachownia-Zawodzie                    | 4,7 km    | 2015-2018  | đang được xây dựng, hợp đồng đã ký với Berger Bau vào ngày 31 tháng 8 năm 2015 [18] |
| Zawodzie -Woźniki                      | 16,7 km   | 2016-2019  | đang được xây dựng, hợp đồng đã ký với STRABAG vào ngày 4 tháng 3 năm 2016 [19] |
| Woniki -Pyrzowice                      | 15,2 km   | 2015-2018  | đang được xây dựng, hợp đồng đã ký với STRABAG vào ngày 26 tháng 8 năm 2015 [20] Ngày dự kiến khai trương: tháng 12 năm 2018 |
| Pyrzowice - "Zabrze Północ '(Wieszowa) | 31 km     | 2009-2012  | khai trương ngày 1 tháng 6 năm 2012 [21] |
| " ZabrzePółnoc '(Wieszowa) -Maciejów   | 8,1 km    | 2009-2011  | khai trương tháng 12 năm 2011 [22] |
| Maciejów -Sośnica /Gliwice             | 6 km      | 2009-2011  | khai trương tháng 9 năm 2011 [23] |
| Sośnica / Gliwice - Bełk               | 15,5 km   | 2007-2009  | khai trương tháng 12 năm 2009 |
| Bełk -Świerklany                       | 14,1 km   | 2008-2011  | Bełk - Rowień khai trương vào tháng 12 năm 2010, Rowień - wierklany khai trương vào tháng 4 năm 2011 (bị trì hoãn vì lũ lụt) |
| Świerklany -Mszana                     | 7,3 km    | 2007-2014  | việc xây dựng bị gián đoạn vào cuối năm 2009 do tranh chấp hợp đồng, [4] sau đó được nối lại [5] vào tháng 10 năm 2010. Được mở vào tháng 7 năm 2012, [24] nhưng vì gặp vấn đề với một trong những cây cầu sau đó nên đã chuyển kế hoạch mở cho đến tháng 8 năm 2013. [25] Vào tháng 5 năm 2013, nhà thầu đã dừng tiến hành dự án, với lý do bất đồng với các cơ quan chính phủ Ba Lan. [26] Một nhà thầu mới đã được chọn vào tháng 6 năm 2013 và con đường hoàn toàn mở cửa cho giao thông vào ngày 23 tháng 5 năm 2014.                     |
| Mszana -Gorzyczki(biên giới Séc)       | 11,1 km   | 2007-2012  | việc xây dựng bị gián đoạn vào cuối năm 2009 do tranh chấp hợp đồng, [4] sau đó được nối lại [5] vào tháng 10 năm 2010. Mở cửa (chỉ cho xe hạng nhẹ) vào tháng 11 năm 2012 và cho tất cả các phương tiện vào ngày 23 tháng 5 năm 2014 sau khi hoàn thành phần liền kề. [27] |

## Mô tả tuyến đường
| Số lối rẽ ra | Tên lối rẽ ra                                         | Số dặm từ bến cuối                                          | Ghi chú (cơ sở vật chất có sẵn nếu đối diện MOP (khu vực nghỉ ngơi))          |
| ------------ | ----------------------------------------------------- | ----------------------------------------------------------- | ----------------------------------------------------------------------------- |
| (1)          | Rusocin                                               | 0 km                                                        |                                                                               |
| Toll booth 1 | Gdańsk                                                | 1 km (0,62 mi)                                              |                                                                               |
| (1)          | MOP Kleszczewko                                       | 5,2 km (3,23 mi)                                            | Chỉ cho đậu xe                                                                |
| (2)          | Stanisławie                                           | 16 km (9,94 mi)                                             |                                                                               |
| (3)          | Swarożyn                                              | 24,4 km (15,16 mi)                                          |                                                                               |
| (4)          | Pelplin                                               | 35,9 km (22,31 mi)                                          |                                                                               |
| (2)          | MOP Olsze                                             | 41 km (25,48 mi)                                            | trạm xăng, nhà hàng cũng như bãi đậu xe                                       |
| (5)          | Kopytkowo                                             | 57,9 km (35,98 mi)                                          |                                                                               |
|              |                                                       | 64,7 km (40,20 mi)                                          | Biên giới: kujawsko-pomorskie và pomorskie voiv                               |
| (3)          | MOP Gajewo                                            | 68,3 km (42,44 mi)(southbound) 70 km (43,50 mi)(northbound) | Chỉ cho đậu xe                                                                |
| (6)          | WarlubieIndirect (in 1 km range):                     | 73,2 km (45,48 mi)                                          |                                                                               |
| (7)          | Nowe MarzyContract signed for(works haven't started): | 89 km (55,30 mi)                                            |                                                                               |
|              | Bridge over Vistula                                   | middle at 94,3 km (58,60 mi)                                |                                                                               |
| (8)          | Grudziądz(indirect access to )                        | 96,1 km (59,71 mi)                                          |                                                                               |
| (4)          | MOP Malankowo                                         | 105,6 km (65,62 mi)                                         | trạm xăng và nhà hàng                                                         |
| (9)          | Lisewo                                                | 111,8 km (69,47 mi)                                         |                                                                               |
| (5)          | MOP Nowy Dwór                                         | 128,4 km (79,78 mi)                                         | Chỉ cho đậu xe                                                                |
| (10)         | Turzno(indirect access to )                           | 134,3 km (83,45 mi)                                         |                                                                               |
| (11)         | Toruń Wschód(indirect access to )                     | 140,4 km (87,24 mi)                                         |                                                                               |
| (6)          | MOP Nowa Wieś                                         | 143,3 km (89,04 mi)                                         | Chỉ cho đậu xe                                                                |
| Toll booth   | Toruń                                                 | 143,7 km (89,29 mi)                                         |                                                                               |
|              | Bridge over Vistula(Most Im. Armii Krajowej)          | 149,1 km (92,65 mi)                                         |                                                                               |
| (12)         | Czerniewice                                           | 151 km (93,83 mi)                                           | Cuối đường thu phí                                                            |
| (7)          | MOP Otłoczyn Zachód                                   | 159 km (98,80 mi)                                           | trạm xăng và nhà hàng                                                         |
| (13)         | Ciechocinek(indirect access)                          | 163,6 km (101,66 mi)                                        |                                                                               |
| (8)          | MOP Kałęczynek Zachód                                 | 177 km (109,98 mi)                                          | Chỉ cho đậu xe                                                                |
| (14)         | Brzezie(indirect access)                              | 186,5 km (115,89 mi)                                        |                                                                               |
| (15)         | Włocławek                                             | 195,1 km (121,23 mi)                                        |                                                                               |
| (9)          | MOP Ludwinowo Wschód                                  | 201,8 km (125,39 mi)                                        | Chỉ cho đậu xe                                                                |
| (16)         | Kowal                                                 | 215 km (133,59 mi)                                          |                                                                               |
| (10)         | MOP Lubień Północ                                     | 218,7 km (135,89 mi)                                        | trạm xăng                                                                     |
|              |                                                       | 229,5 km (142,60 mi)                                        | Ba biên giới: kujawsko-pomorskie, łódzkie và mazowieckie                      |
| (11)         | MOP Strzelce                                          | 236,9 km (147,20 mi)                                        | Chỉ đi về hướng đông, Chỉ cho đậu xe                                          |
| (17)         | Kutno Północ                                          | 243,4 km (151,24 mi)                                        |                                                                               |
| (18)         | Kutno Południe                                        | 252,6 km (156,96 mi)                                        |                                                                               |
| (19)         | Piątek                                                | 271 km (168,39 mi)                                          |                                                                               |
| (12)         | MOP Głowno                                            | 278,1 km (172,80 mi)                                        |                                                                               |
| (20)         | Łódź Północ                                           | 292,2 km (181,56 mi)                                        |                                                                               |
| (21)         | Brzeziny                                              |                                                             |                                                                               |
| (22)         | Łódź Wschód                                           |                                                             |                                                                               |
| (23)         | Łódź Górna                                            |                                                             |                                                                               |
| (24)         | Łódź Południe                                         |                                                             |                                                                               |
| (25)         | Tuszyn                                                | 0 km                                                        |                                                                               |
| (26)         | Piotrków Trybunalski Zachód                           | 13,3 km (8,26 mi)                                           | Lối vào hướng nam (Gorzyczki), được nâng cấp                                  |
| (27)         | Piotrków Trybunalski Południe                         | 16,1 km (10,00 mi)                                          | Bến cuối                                                                      |
| (28)         | Kamieńsk                                              |                                                             | Chỉ có DŚU                                                                    |
| (29)         | Radomsko                                              |                                                             | Chỉ có DŚU                                                                    |
|              |                                                       |                                                             | Lối vào Silesian voivodership                                                 |
| (30)         | Kościelec                                             |                                                             | Chỉ có DŚU                                                                    |
| (31)         | Rząsawa                                               |                                                             | Đang xây dựng                                                                 |
| (32)         | Lgota                                                 |                                                             | Đang xây dựng                                                                 |
| (33)         | Blachownia                                            |                                                             | Đang xây dựng                                                                 |
| (34)         | Zawodzie                                              |                                                             | Đã thầu                                                                       |
| (35)         | Woźniki                                               |                                                             | Đang xây dựng                                                                 |
| (36)         | Pyrzowice                                             | 0 km                                                        | Bến cuối                                                                      |
| (37)         | Piekary Śląskie                                       | 14,1 km (8,76 mi)                                           |                                                                               |
| (38)         | Bytom                                                 | 16,6 km (10,31 mi)                                          |                                                                               |
| (39)         | Zabrze Północ                                         | 26,6 km (16,53 mi)                                          |                                                                               |
| (40)         | Zabrze Zachód                                         | 31,9 km (19,82 mi)                                          |                                                                               |
| (41)         | Gliwice Wschód                                        | 36,1 km (22,43 mi)                                          |                                                                               |
| (42)         | Gliwice Sośnica(I)                                    | 40,2 km (24,98 mi)                                          |                                                                               |
| (43)         | Gliwice Sośnica(II)                                   | 41,4 km (25,72 mi)                                          |                                                                               |
| (44)         | Gliwice Sośnica(III)                                  | 42,5 km (26,41 mi)                                          |                                                                               |
| (45)         | Knurów                                                | 47 km (29,20 mi)                                            |                                                                               |
| (13)         | MOP Knurów                                            | 50,3 km (31,25 mi)                                          | Chỉ cho đậu xe                                                                |
| (46)         | Dębieńsko                                             | 54,2 km (33,68 mi)                                          |                                                                               |
| (47)         | Rybnik                                                | 58 km (36,04 mi)                                            |                                                                               |
| (48)         | MOP Rowień Zachód                                     | 65 km (40,39 mi)                                            | trạm xăng và nhà hàng                                                         |
| (49)         | Żory                                                  | 65,4 km (40,64 mi)                                          |                                                                               |
| (50)         | Świerklany                                            | 72,4 km (44,99 mi)                                          |                                                                               |
| (51)         | Mszana                                                | 79,7 km (49,52 mi)                                          |                                                                               |
| (14)         | MOP Mszana                                            | 82,7 km (51,39 mi)                                          | nhà hàng, khách sạn, trạm xăng                                                |
| (52)         | Gorzyce (indirect access to )                         | 88,9 km (55,24 mi)                                          | Nút giao thông cuối cùng trước khi tới biên giới với Cộng hòa Séc             |
|              | Border Gorzyce-Bohumín                                | 91 km (56,54 mi)                                            | Lối vào (Đường cao tốc Séc); đến Ostrava, Olomouc, Brno, Bratislava và Prague |